# Корлэтяну, Николай Григорьевич
Николай Григорьевич Корлэтяну (рум. Nicolae Corlăteanu; 14 мая 1915  — 21 октября 2005) — молдавский и советский учёный-лингвист, педагог, доктор филологических наук, профессор. Один из первых членов-корреспондентов Академии наук Молдавской ССР (1961), академик Академии наук Молдавии.
Лауреат Государственной премии Молдавской ССР в области науки (1979).

## Биография
В 1939 году окончил Черновицкий университет, где изучал литературу и философию . В 1946—1949 годах работал заведующим кафедрой национального языка и литературы в Кишинёвском госуниверситете, заведующим сектором (1947—1981), заместителем директора (1958—1961) и директором (1961—1969) Института языка и литература Академии наук Молдавской ССР, профессор Кишинёвского государственного университета (1969—1988).

## Научная деятельность
Исследовал народную латынь как основу романских языков. Труды по молдавскому языку, проблемам языковых контактов молдавского и восточнославянских языков.
Автор более 550 научных статей и работ.

## Избранные труды
- Румыно-русский словарь (Москва, 1954 в соавт.);
- Studiu asupra sistemei lexicale moldovenești din anii 1870—1970 (1964);
- Исследование народной латыни и её отношений с романскими языками. (М.: Наука, 1974. — 302 с.);
- Fonetica limbii moldovenești literare contemporane (1978);
- Cuvântul în vâltoarea vieții (1980);
- Scriitorul în fața limbii literare (1985);
- Lexicologia (în colaborare cu I. Melniciuc, 1992);
- Fonetica (în colaborare cu V. Zagaevschi, 1993);
- Răspântii (1995);
- Nandrișii (1998);
- Așa am trecut până acum prin viață (2000);
- Neologismul în opera eminesciană (2004);
- Latina vulgară (în colaborare cu Lidia Colesnic — Codreanca, 2007).

Автор ряда статей в БСЭ (1969—1978).

## Награды
- Государственная премия Молдавской ССР в области науки за учебники «Лимба молдовеняскэ литерарэ контемпоранэ: лексиколоӂия» («Современный литературный молдавский язык: лексикология»), «Исследование народной латыни и её отношений с романскими языками» и «Фонетика лимбий молдовенешть литераре контемпоране» («Фонетика современного литературного молдавского языка»).
- Орден Республики.
- Медаль «Михай Эминеску» (2000)[1].

## Память
- В Кишинёве Н. Корлэтяну установлена мемориальная доска.
- Одной из аудиторий Молдавского государственного университета присвоено имя учёного Н. Корлэтяну
- Почта Молдавии выпустила почтовую марку посвящённую Н. Корлэтяну.